# Розетка (посуд)

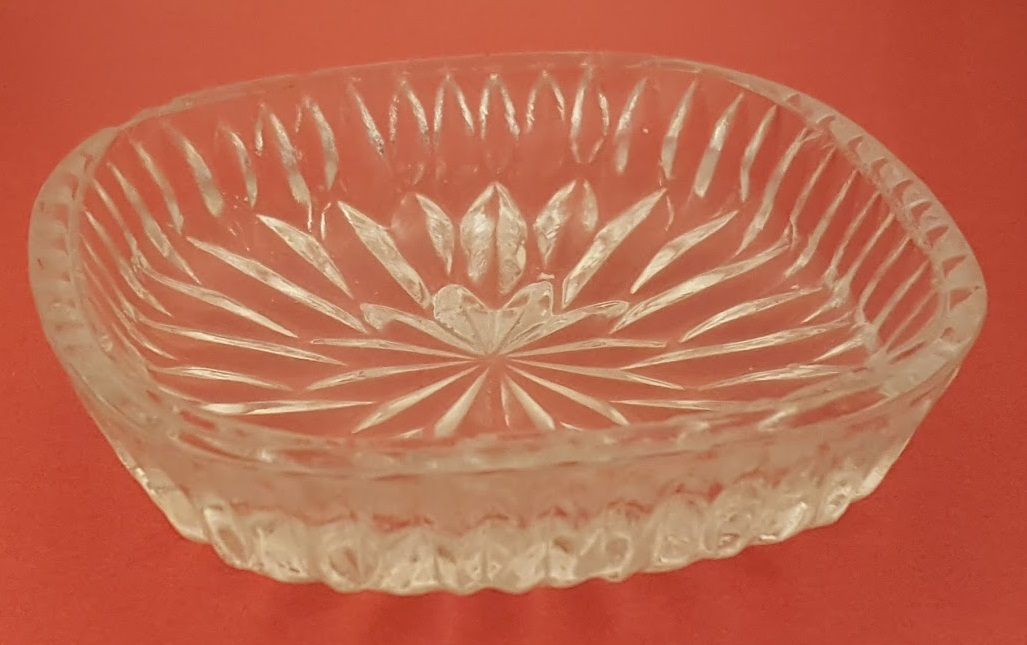
Кришталева розетка

Розе́тка (фр. rosette — «трояндочка») — невелике блюдце, предмет чайного посуду для варення, меду тощо.
Розетки бувають з порцеляни, фаянсу, майоліки, скла (знебарвленого, кольорового та кришталю), срібла, мельхіору та пластику. При сервіруванні чайного столу кількість розеток відповідає числу кувертів. Під час їжі варення зазвичай спочатку перекладається в розетки спеціальною «фігурною» ложкою з вази.
Розміри та форма розеток можуть відрізнятись. Вони переважно круглі, рідше багатогранні, овальні, ромбоподібні та фігурні (наприклад, «листок», «квітка» чи «ягода»).